# Titus Wikström
Titus Carl Hjalmar Wikström, född 4 januari 1887 i Stockholm, död där 13 november 1979, var en svensk målare och sjökapten.
Han var son till grosshandlaren Hjalmar Wikström och Beda Svan och gift 1920–1930 med Ester Christofferson. Wikström avlade sjökaptensexamen 1911 och reservofficersexamen vid flottan 1912. Han var vid sidan av sina tjänstgöringar till sjöss och senare som pensionär verksam som konstnär. Han var huvudsakligen autodidakt men fick viss vägledning av Oscar Hullgren. För svenska marinen utförde han en rad båtporträtt. Hans konst består av kustlandskap, mariner med fartyg och illustrativa scener från livet ombord utförda i olja, akvarell eller pastell. Wikström finns representerad vid de danska och engelska kungahoven med oljemålningar av kungaslupen Vasaorden.